# Buster Smith
Henry 'Buster' Smith (Alsdorf, 24 augustus 1904 – Dallas, 10 augustus 1991) was een Amerikaanse jazzsaxofonist, orkestleider en arrangeur van de swing.

## Biografie
Smith was afkomstig uit een muzikale familie, zijn vader speelde gitaar en zijn moeder was kerkorganiste. Hij zou al op 4-jarige leeftijd hebben gespeeld op het thuisorgel en leerde bovendien gitaar, altsaxofoon en klarinet spelen. Het geld voor zijn eerste klarinet verdiende hij als katoenplukker en hij kon al spoedig na de verhuizing naar Dallas in 1922 zijn familie ondersteunen met zijn werk als muzikant. Hij speelde bij het Voodie White Trio in Dallas en vanaf 1923 in medicine shows, waarbij het vooral aankwam op geluidssterkte. In 1925 werd hij gehoord door Hot Lips Page van de Blue Devils, tot wiens sound hij een essentieel aandeel had. Nadat Walter Page in 1931 de leiding van de band neerlegde, leidde hij ze met de zanger Ernest Williams verder als 13 Original Blue Devils.
Na de ontbinding in 1933 wisselde hij o.a. met Lester Young naar de band van Benny Moten, waar hij zichzelf aanvulde met Young op tenorsaxofoon. Na de dood van Moten in 1935 leidde hij met Count Basie het oktet Barons of Rhythm in de Reno Club in Kansas City (met Walter Page, Hot Lips Page, Lester Young en Jack Washington), waarbij zich in 1936 Eddie Durham aansloot (ook als arrangeur). Midden jaren 1930 was hij de mentor en leraar van Charlie Parker in Kansas City en hij had ook een goede verstandhouding met Charlie Christian, die hij al kende uit Texas. Smith was niet alleen een gevraagd solist, maar en passant ook componist en arrangeur bij o.a. Moten (naar verluidt zou zelfs een voorvorm van de One O' Clock Jump van hem zijn). Smith begeleidde Basie niet naar New York, maar werkte met de eigen band Paradise Orchestra in het midwesten.
Toen hij later ook naar New York ging, arrangeerde hij o.a. voor Gene Krupa, Basie en Benny Carter. Hij speelde met Don Redman, Pete Johnson (op Jump for Joy uit 1939, met Hot Lips Page) en Eddie Durham (1940) (ook op plaatopnamen). In 1941 keerde hij terug naar Texas, speelde hij in plaatselijke bands en componeerde, arrangeerde en doceerde hij. In 1959 nam hij zijn enige opname The legendary Buster Smith op onder zijn eigen naam in Fort Worth voor Atlantic Records, opnieuw bij Koch Records in 1999. Na een auto-ongeluk tijdens de jaren 1960 moest hij zijn instrument opgeven. Hij wisselde naar de basgitaar en speelde tot in de jaren 1980 in een hotelband. Hij is ook te zien in Bruce Rickers documentaire film The Last of the Blue Devils uit 1980 over de Kansas City Jazz.

## Overlijden
Buster Smith overleed in augustus 1991 op bijna 87-jarige leeftijd.
- Bibliothèque nationale de France: cb139504039 (data)
- Gemeinsame Normdatei: 134574788
- International Standard Name Identifier: 0000 0000 8185 1325
- Library of Congress Control Number: n91049600
- MusicBrainz: 7c0eaa6d-31c0-4e2a-8a00-6567d4677caa
- Nationale Bibliotheek van Israël: 987007315250305171
- Istituto Centrale per il Catalogo Unico: SBNV078138
- SNAC: w63h1384
- Virtual International Authority File: 79678534
- WorldCat: E39PBJpPx9qK6MdTtJ9rbyjDMP